# Nicarete albolineatus
Nicarete albolineatus là một loài bọ cánh cứng trong họ Cerambycidae.